# Gielniów (village)
Pour les articles homonymes, voir Gielniów.
Gielniów (prononciation : [ˈɡʲɛlɲuf]) est un village polonais de la gmina de Gielniów dans le powiat de Przysucha de la voïvodie de Mazovie dans le centre-est de la Pologne.
Le village est le siège administratif (chef-lieu) de la gmina appelée gmina de Gielniów.
Il se situe à environ 10 kilomètres à l'ouest de Przysucha (siège du powiat) et à 100 kilomètres au sud de Varsovie (capitale de la Pologne).
Le village compte approximativement une population de 1100 habitants en 2006.

## Histoire
De 1975 à 1998, le village appartenait administrativement à la voïvodie de Radom.